# تشارلز فلمنج
تشارلز فلمنج (بالإنجليزية: Charles Fleming)‏ (28 فبراير 1887 في المملكة المتحدة - 22 سبتمبر 1918 في فرنسا) هو لاعب كريكت بريطاني (وحمل سابقاً جنسية المملكة المتحدة لبريطانيا العظمى وأيرلندا). لعب مع نادي مقاطعة ديربيشاير للكريكت ‏.